# Radom Gołębiów

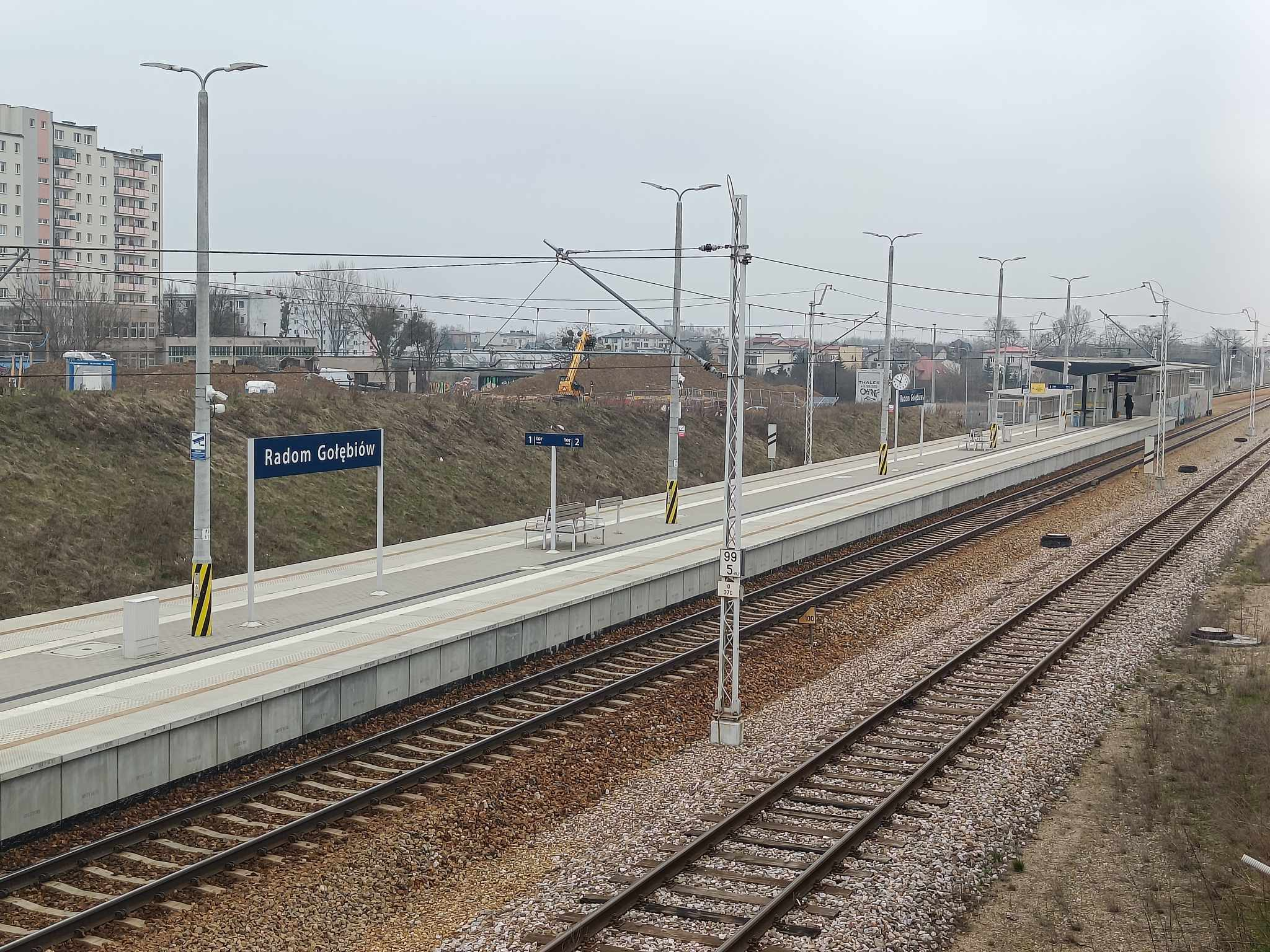
Przystanek kolejowy Radom Gołębiów - widok w kierunku północno-zachodnim

Radom Gołębiów – przystanek osobowy Polskich Kolei Państwowych zlokalizowany w Radomiu, na granicy dzielnic Gołębiów i Gołębiów I. Koncepcję jego utworzenia wraz z przystankami Radom Północny i Radom Stara Wola opracowało stowarzyszenie Kocham Radom. Wybudowany w 2021 roku ramach modernizacji linii kolejowej nr 8.

## Ruch pasażerski[3]
| Rok  | Wymiana pasażerska na dobę |
| ---- | -------------------------- |
| 2021 | 10-19                      |
| 2022 | 100-149                    |
| 2023 | 200-299                    |